# Lotodes drupaceum
Lotodes drupaceum là một loài thực vật có hoa trong họ Đậu. Loài này được (Bunge) Kuntze mô tả khoa học đầu tiên năm 1891.